# Modetidning
Modetidning är en tidning som främst handlar om mode.

## Historia
Ursprungligen sändes nyheter om det senaste modet ut från Paris till övriga Europa via modedockor; dockor klädda i det senaste modet.  I tidningen  Mercure galant, som såldes i större delen av Europa, förekom artiklar om de senaste modet i klädedräkt liksom möbler och arkitektur så tidigt som 1728,  ibland med illustrationer. Almanackor innehöll också ofta modebilder. Den tidiga engelska damtidningen The Lady's Magazine (1770-1847) innehöll ibland modebilder, men det var inte förrän senare under 1700-talet som den egentliga modepressen uppkom, med tidningar exklusivt fokuserade på mode.  
Mellan 1778 och 1787 utkom Galerie des Modes et Costumes Français, med bilder som illustrerade klädedräkten i det samtida Paris.  Denna har ibland kallats historiens första modetidning, men den utkom endast sporadiskt, saknade text, och var snarare en dekorativ bildserie som avbildade samtidens dräkt än en regelrätt modetidning.  
Den första modetidningen i modern mening var Cabinet des Modes, som utgavs 1785 och året därpå fick namnet Magasin des modes.  Den utgavs regelbundet i form av både text och modeillustrationer och erkänns allmänt som Europas och världens första verkliga modetidning.  Den följdes av Journal des Luxus und der Moden (1786-1827) i Tyskland, Giornale delle Dame e delle Mode di Francia (1786-1794) i Italien och Gallery of Fashion (1794-1803) i London, och därmed kan modetidningen sägas ha fått sitt internationella genombrott.
Under 1800-talet utkom en stor mängd modetidningar i Frankrike, av vilka många också blev internationellt berömda: Journal des dames et des modes (1797-1839), Petit courrier des dames (1821-1868), La Mode (1829-1855), Le Follet (1829-1882), Le Journal des demoiselles (1833-1922), Les Modes Parisiennes (1843-1875), Le Moniteur de la mode (1843-1913) och La Mode illustrée (1860-1937).  Särskilt Le Follet och La Mode illustrée hade många utländska prenumeranter och var populära i Storbritannien och USA.
Det grundades också fler lokala modetidningar: i Sverige grundades under denna tid Magasin för konst, nyheter och moder (1821-44), Nyaste Journal för Damer (1854-64) och Skandinavisk modetidning (1888-89).  I USA grundades Godey's Lady's Book (1830-1878), som blev landets första berömda modetidning, och 1867 Harper's Bazar.

### Sverige
Modepressen började under 1800-talets gång gradvis att domineras av kvinnor, bland annat i Sverige. Under tidigt 1800-tal skrev ett fåtal kvinnliga journalister i dagspress. Intresset för kvinnliga skribenter inom journalistiken ökade sedan under slutet av 1800-talet. Detta bidrog till att ett flertal kvinnor etablerades inom journalistiken i början av 1900-talet. Vissa av dessa kvinnor kom senare att bli välkända inom journalistiken, där de exempelvis skrev artiklar med ämnen som då ansågs typiskt kvinnliga i sitt innehåll, och vid denna tid hade mode kommit att kategoriseras som ett kvinnligt ämne. Ett centralt ämne i dessa damtidningar kom att bli mode och trender för kvinnor, vilket ledde till att mode etablerades som ett ämne inom journalistiken och att mode-journalistiken sedan expanderade i slutet av 1800-talet.
I början av 1900-talet fanns redan ett antal exklusiva modetidningar på marknaden, som var avsedda för kvinnor. Dessa var bland annat de franska modetidningarna Journal des Dames och Le Moniteur de la Mode, men även de tyska modetidningarna Der Bazar och Die Modenwelt. Dessa modetidningar, som var avsedda för kvinnor, hade funnits på marknaden sedan början av 1800-talet. När de svenska modejournalisterna sedan började skriva i dagspress användes material från dessa exklusiva europeiska modetidningar som både inspiration och källa. Man började successivt att översätta dessa texter till det svenska språket, för att sedan publicera materialet i de svenska modetidningarna. Detta arbete skedde oftast av kvinnliga journalister inom pressen.

## Internationella modetidningar

### Vogue
Den amerikanska modetidningen Vogue började publiceras 1892. Tidningen ges också ut i lokala upplagor i en rad länder. Under namnet Vogue finns också tidningar som riktar sig till män eller som handlar om inredning. Tidningen publiceras av Condé Nast Publications.

### Elle
Den franska modetidningen Elle började publiceras 1945. Enligt förlagets egna uppgifter är den världens största modetidning med 39 olika utgåvor. Tidningen ägs av Hachette Filipacchi Médias.

### Glamour
Den amerikanska modetidningen Glamour började ges ut 1939. Idag ägs den av det världsomspännande förlaget Condé Nast Publications. Glamour ges ut i en rad utgåvor i olika länder.

### GQ
Den amerikanska tidskriften GQ, Gentlemen's Quarterly har publicerats sedan 1957. Den är en modetidning för män som även tar upp teknik, musik och resor. Tidningen publiceras av Condé Nast Publications.

### PLAZA
Den svenska tidskriften Plaza Magazine  har publicerats sedan 1994. Det är den första svenska modetidskriften som publicerats på andra språk såsom engelska, amerikansk engelska,  tyska och arabiska. Den är en mode, design och inredningstidning. Dessutom ges tidningen Plaza Uomo ut sedan 2012 på engelska. Tidningen publiceras av Plaza Publishing Group.

### Andra tidskrifter
Cosmopolitan vänder sig till unga kvinnor men är inte en utpräglad modetidning. In Style skriver om mode men även om inredning, intervjuer med kända personer och nöjen.

## Fotnoter
1. ↑  Koning, Georgette, and Els Verhaak. New for Now: the Origin of Fashion Magazines. Translated by Lynne Richards. Amsterdam: Rijksmuseum, 2015
2. 1 2  Kate Nelson Best, The History of Fashion Journalism
3. ↑  ”Modejournalistik”. Södertörns högskola. https://www.diva-portal.org/smash/get/diva2:432819/FULLTEXT01.pdf. Läst 17 februari 2021.
4. ↑  ”Modejournalistik”. Södertörns högskola. https://www.diva-portal.org/smash/get/diva2:432819/FULLTEXT01.pdf. Läst 16 februari 2021.
5. ↑  ”Hachette Filipacchi Media US”. Arkiverad från originalet den 7 februari 2009. https://web.archive.org/web/20090207202505/http://hfmus.com/hfmus/media_kits/fashion/elle/about_us. Läst 5 augusti 2008.